# Peray
Peray ist eine französische Gemeinde mit 71 Einwohnern (Stand: 1. Januar 2022) im Département Sarthe in der Region Pays de la Loire; sie gehört zum Arrondissement Mamers und zum Kanton Mamers. Die Einwohner werden Peréens genannt.

## Geographie
Peray liegt etwa 33 Kilometer nordnordöstlich von Le Mans. Umgeben wird Peray von den Nachbargemeinden Avesnes-en-Saosnois im Norden, Nauvay im Osten, Courcival im Süden, Saint-Aignan im Südwesten sowie Marolles-les-Braults im Westen.

## Bevölkerungsentwicklung
| 1962                      | 1968 | 1975 | 1982 | 1990 | 1999 | 2006 | 2013 |
| ------------------------- | ---- | ---- | ---- | ---- | ---- | ---- | ---- |
| 116                       | 103  | 78   | 65   | 61   | 50   | 54   | 70   |
| Quelle: Cassini und INSEE |      |      |      |      |      |      |      |

## Sehenswürdigkeiten
- Kirche Saint-Jouin aus dem 11. Jahrhundert, Monument historique

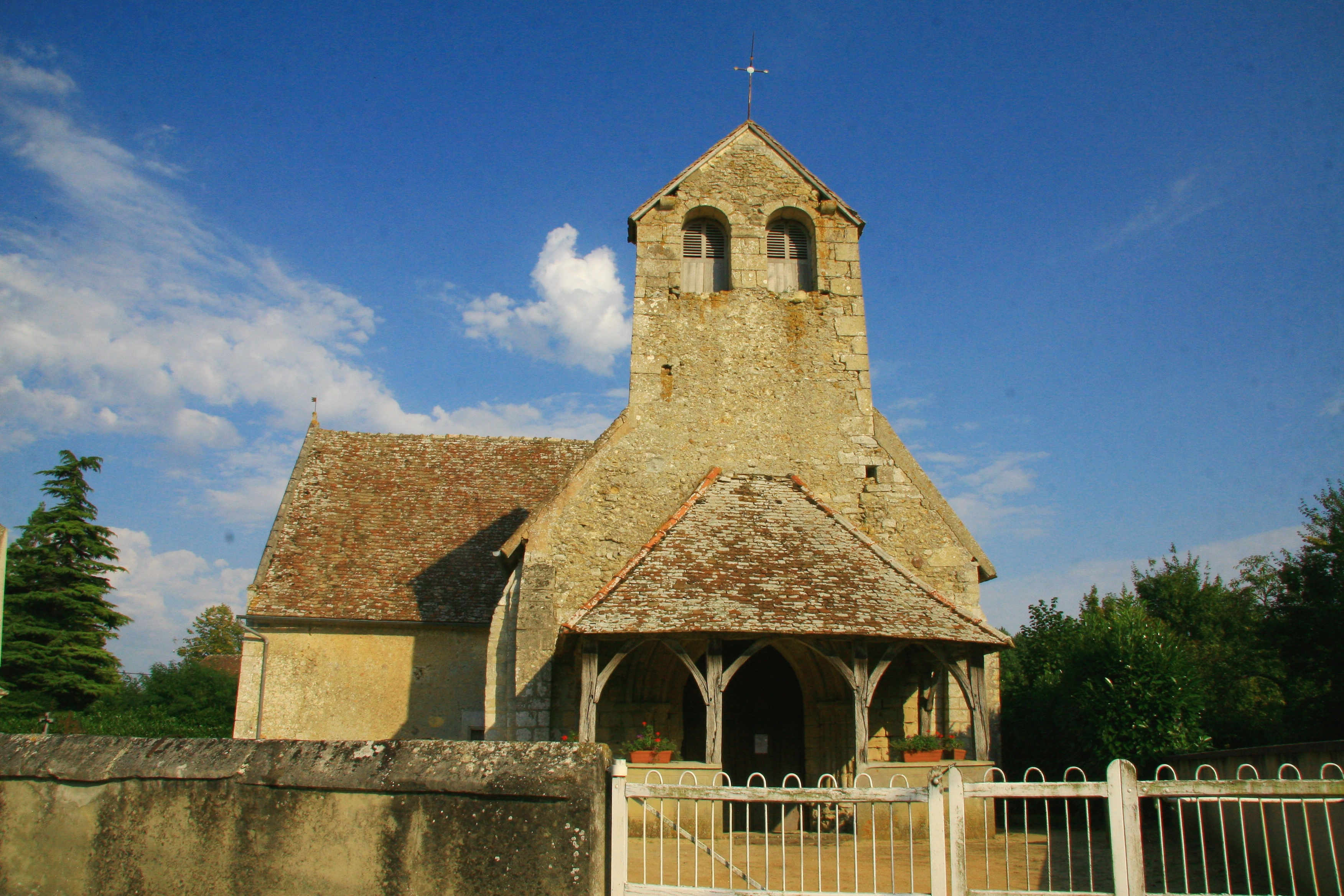
Kirche Saint-Jouin

- Kapelle Saint-Gilles